# الرابطة الدولية لحقوق الإنسان
الرابطة الدولية لحقوق الإنسان (بالإنجليزية: International League for Human Rights)‏ (ILHR) هي منظمة لحقوق الإنسان مقرها في مدينة نيويورك.
تدعي الرابطة أنها أقدم منظمة لحقوق الإنسان في الولايات المتحدة، وتعرف مهمتها على أنها «الدفاع عن المدافعين عن حقوق الإنسان الذين يخاطرون بحياتهم للترويج لمُثُل المجتمع العادل والمدني في أوطانهم».
تعود أصول الرابطة الدولية لحقوق الإنسان إلى رابطة حقوق الإنسان والمواطنة، التي تأسست في فرنسا في أواخر القرن التاسع عشر. أُعيد تشكيل المجموعة في مدينة نيويورك عام 1942 على يد لاجئين أوروبيين وروجر ناش بالدوين، مؤسس الاتحاد الأمريكي للحريات المدنية، وكانت تُعرف حتى عام 1976 باسم الرابطة الدولية لحقوق الإنسان (بالإنجليزية: International League for the Rights of Man)‏. في عام 1947، مُنحت الرابطة مركزًا استشاريًا لدى المجلس الاقتصادي والاجتماعي التابع للأمم المتحدة (ECOSOC)، مما أعطاها الحق في الشهادة أمام تلك الهيئة حول انتهاكات حقوق الإنسان.  الرابطة الدولية لحقوق الإنسان هي أيضًا عضو في التحالف الدولي التابع للأمم المتحدة لوقف الجرائم ضد الإنسانية في كوريا الشمالية، وهي لجنة تتألف من أكثر من 40 منظمة لحقوق الإنسان حول العالم.
الرئيس الحالي هو روبرت أرسينو، والمدير التنفيذي هو لويز كانترو.
انتهت صلاحية اسم نطاق الإنترنت الخاص بـالمنظمة في 3 يونيو 2014 ولم يُجدد. 

## روابط خارجية
- السجلات المجمعة للرابطة الدولية لحقوق الإنسان التي عقدت في Swarthmore College Peace Collection